# Гоэман, Майкл
Джеффри Майкл Гоэман (англ. Geoffrey Michael Goaman, 1921—2009) — художник-график и иллюстратор, разработавший рисунки ряда памятных почтовых марок Великобритании, начиная с почтовой марки номиналом 4 пенса из серии, посвящённой коронации Елизаветы II в 1953 году, а затем многих других в 1960-х годах. Он также создавал дизайны обложек для пластинок, логотипов и плакатов, а также иллюстрировал книги. В 1950-х годах он разработал логотип Европейской конференции администраций почты и телекоммуникаций (CEPT), который позже появился на рисунке одной из его марок.

## Личная жизнь
Гоэман родился 14 февраля 1921 года в Ист-Гринстеде (Западный Суссекс, Англия). Он получил образование в Херефордской соборной школе и Редингской школе, а затем служил в Королевском военно-морском флоте во время Второй мировой войны, будучи капитаном эсминца на театрах военных действий в Средиземноморье и Атлантике. После войны он учился в школе искусств Редингского университета, затем в Центральной школе искусств в Лондоне.
В Центральной школе искусств он встретил коллегу-дизайнера Сильвию Пристли (1924—2006), дочь писателя Дж. Б. Пристли; они поженились в 1950 году. У них было три дочери, и они часто работали вместе.
Выйдя на пенсию, Сильвия и Майкл совместно работали над дизайном витража в ознаменование Тысячелетия для церкви Святого Петра в Брэмшоу.
Он умер 13 мая 2009 года.

## Почтовые марки
Вместе с Фейт Жак (англ. Faith Jacques) Гоэман выступил с критикой рисунка марок стандартной серии «Уайлдинг», который фигурировал на почтовых марках Великобритании в 1950-х годах. Их жалоба частично привела к тому, что её сменила стандартная серия «Машен».
Среди его собственных рисунков почтовых марок — следующие марки Главного почтового управления Великобритании:
- Коронация (3 июня 1953 г.; номиналом 4 пенса)[10]
- 100-летие Почтовой сберегательной кассы (28 августа 1961; Рост сбережений; 3 пенса и Сберегательный банк; 1 шиллинг 6 пенсов)[11]
- Европейская конференция почты и телекоммуникаций (CEPT) (18 сентября 1961 г.; эмблема CEPT; 2 пенса)[12]
- Кампания за свободу от голода (21 марта 1963 г.)[13]
- Национальная неделя охраны природы (16 мая 1963; Жизнь лесных насаждений; 4½ пенса)[14]
- Десятый международный ботанический конгресс, Эдинбург (5 августа 1964; совместно с С. Гоэман)[5]
- Кругосветное путешествие сэра Фрэнсиса Чичестера (24 июля 1967; с С. Гоэман)[15]
- Первый полет «Конкорда» (3 марта 1969; Конкорд в полете; 4 пенса)[16]

Он также создал рисунки почтовых марок, часто работая вместе с Сильвией, для сорока или более других стран и территорий, включая Нигерию, Сент-Винсент, Сьерра-Леоне, Британскую антарктическую территорию и Херм.

## Признание
Работа Майкла и Сильвии стала сюжетом документального кинофильма «Взгляни на жизнь» 1968 года. Выставка их работ прошла в Музее дизайна в Лондоне в 1995 году.
После его смерти некрологи были опубликованы в газетах The Guardian, The Telegraph и The Times.
Ряд оригиналов проектов и предварительных эскизов Гоэмана хранятся в Почтовом музее в Лондоне и в Музее Новой Зеландии Те-Папа-Тонгарева.

## Публикации
Гоэман является автором статей в журналах, в том числе:
- Special problems of designing British stamps. Linn's Stamp Weekly. Jan-Jun 1964.{{cite magazine}}:  Википедия:Обслуживание CS1 (формат даты) (ссылка)